# László Szabados
László Szabados (Hungría, 11 de abril de 1911-28 de abril de 1992) fue un nadador húngaro especializado en pruebas de estilo libre, donde consiguió ser medallista de bronce olímpico en 1932 en los 4x200 metros.

## Carrera deportiva
En los Juegos Olímpicos de Los Ángeles 1932 ganó la medalla de bronce en los relevos de 4x200 metros estilo libre, con un tiempo 9:31.4 segundos), tras Japón (oro) y  Estados Unidos (plata); sus compañeros de equipo fueron los nadadores: István Bárány, András Székely y András Wanié.